# (824) Anastasia
(824) Anastasia es un asteroide perteneciente al cinturón de asteroides descubierto en 1916 por Grigori Nikoláievich Neúimin.

## Descubrimiento y denominación
Anastasia fue descubierto por Grigori Neúimin el 25 de marzo de 1916 desde el observatorio de Simeiz, en Crimea, e independientemente por Max Wolf el 1 de abril del mismo año desde el observatorio de Heidelberg-Königstuhl, Alemania. Se designó inicialmente como 1916 ZH y, posteriormente, se nombró en honor de Anastasia Semenoff.

## Características orbitales
Anastasia orbita a una distancia media del Sol de 2,793 ua, pudiendo alejarse hasta 3,174 ua. Su inclinación orbital es 8,126° y la excentricidad 0,1367. Emplea en completar una órbita alrededor del Sol 1705 días.

## Características físicas
La magnitud absoluta de Anastasia es 10,41. Tiene un diámetro de 34,14 km y un periodo de rotación de 250 horas. Su albedo se estima en 0,1039.